# Asylum Records
Asylum Records — лейбл звукозапису, заснований 1971 року Девідом Гіффеном і його партнером Еліотом Робертсом. Найвідоміші виконавці Asylum Records: Джексон Браун, Том Вейтс, Лінда Ронстадт, Джоні Мітчелл, Боб Ділан та Воррен Зівон. З часом лейбл злився з Elektra Records та перейшов у володіння Warner Music Group.

## Формування
Asylum Records був створений 1971 року Девідом Гіффеном та Еліотом Робертсом спеціально для укладення контракту з фолк-музикантом Джексоном Брауном. Свої ранні видання лейбл поширював за допомогою Atlantic Records. 1973 року Asylum Records уклав контракт з джаз/блюз-музикантом Томом Вейтсом та випустив його дебютний альбом Closing Time. Всього ж музикант випустив на Asylum Records сім альбомів: Closing Time (1973), The Heart of Saturday Night (1974), Nighthawks at the Diner (1975), Small Change (1976), Foreign Affairs (1977), Blue Valentine (1978) і Heartattack and Vine (1980), після чого змінив лейбл на Island Records. Також з Asylum Records деякий час працював Боб Ділан, який на початку 1960-х посварився з Columbia Records. В 1974 році він випустив на лейблі два альбоми: студійний Planet Waves і концертний Before the Flood. Вони були перевидані Columbia Records після повернення Ділана.

## Злиття
Лейбл був переданий компанії Warner Communications (теперішня назва — Time Warner) 1972 року, після чого почалося його злиття з Elektra Records. Гіффен та Робертс отримали по 2 млн готівкою і ще по 5 млн акціями Warner Communications, ставши тим самим одними з найбільших акціонерів компанії. Гіффен займав пост президента та голови Asylum/Elektra Records до 1975 року, після чого був призначений віце-головою Warner Bros. Pictures. Останнім відомим музикантом цього періоду Asylum Records став Воррен Зівон, що випустив на лейблі ряд успішних рокових альбомів з 1975 по 1981 рік включно. У середині 1980-х Asylum/Elektra Records став неофіційно називатися Elektra Records, а 1989 року був перейменований в Elektra Entertainment. Elektra Records остаточно став домінуючим лейблом, перевівши Asylum Records в дочірній підрозділ та обмеживши у власному праві. В 1990-х лейбл працював переважно з маловідомими музикантами, а до кінця десятиліття відсутність фінансування та належного керівництва призвели до розпуску Asylum Records.

## Відновлення
В 2003 році президент Curb Records Майк Карб відродив Asylum Records під назвою Asylum-Curb Records. Деякий час лейбл поширював матеріал за допомогою Warner Bros. Records і Atlantic Records. У березні 2009 року він знову став частиною Warner Bros. Зараз лейбл орієнтується переважно на виконавців хеві-металу та хіп-хопу.